# Уэрли, Синди
Синди Уэрли (в замужестве — Бо) (англ. Cindy Werley (Baugh), 26 февраля 1975, Аллентаун, Пенсильвания, США) — американская хоккеистка (хоккей на траве), нападающий. Двукратный серебряный призёр Панамериканских игр 1995 и 1999 годов. Участвовала в летних Олимпийских играх 1996 года.

## Биография
Синди Уэрли родилась 26 февраля 1975 года в американском городе Аллентаун в штате Пенсильвания.
Училась в средней школе в Эммаусе, играла в хоккей на траве за его команды. В дальнейшем выступала за университет Северной Каролины в Чапел-Хилле, который окончила в 1998 году. В составе его команды «Норт Каролина Тар Хиллз» дважды выиграла чемпионат Национальной ассоциации студенческого спорта. В 1998 году получила премию Honda Sports Award как лучшая хоккеистка-студент США.
В 1995 году в составе сборной США выиграла бронзовую награду Трофея чемпионов.
В 1996 году вошла в состав женской сборной США по хоккею на траве на летних Олимпийских играх в Атланте, занявшей 5-е место. Играла в поле, провела 7 матчей, забила 1 мяч в ворота сборной Германии.
Дважды выигрывала серебряные медали хоккейных турниров Панамериканских игр — в 1995 году в Мар-дель-Плата и в 1999 году в Виннипеге.
По окончании карьеры стала ассистентом главного тренера в университете Южной Калифорнии. После рождения детей стала домохозяйкой.